# Techtronic Industries
Techtronic Industries Company Limited (TTI Group eller TTI) (HKEX: 669) er en kinesisk Hongkong–baseret multinational virksomhed, der designer og producerer elektrisk værktøj, udendørs eludstyr, håndværktøj og gulvplejemidler.
TTI's produkter produceres i Kina, Vietnam, USA, Mexico og Europa, de har 44.075 ansatte. I 2022 havde de en årsomsætning på 13,3 mia. US $.
TTI blev etableret i 1985 af Horst Julius Pudwill og Roy Chi Ping Chung, som en OEM-producent for forskellige brands.